# François Joseph de Barral
François Joseph, comte de Barral-Montferrat (21 août 1787 - 12 avril 1856), est un militaire et homme politique français.

## Biographie
Capitaine de cavalerie et page de Napoléon Ier, il est nommé sénateur du Second Empire le 31 décembre 1852.

## Sources
- « François Joseph de Barral », dans Adolphe Robert et Gaston Cougny, Dictionnaire des parlementaires français, Edgar Bourloton, 1889-1891 [détail de l’édition]